# Bullina torrei
Bullina torrei is een slakkensoort uit de familie van de Aplustridae. De wetenschappelijke naam van de soort is voor het eerst geldig gepubliceerd in 1936 door Aguayo & Rehder.